# Масала (чай)
Чай масала (хинди मसाला चाय, малаял. മസാല ചായ, ассам. মছলা চাহ; букв. «чай со специями») — напиток родом с Индийского субконтинента, получаемый путём заваривания чая со смесью индийских специй и трав.

## Ингредиенты

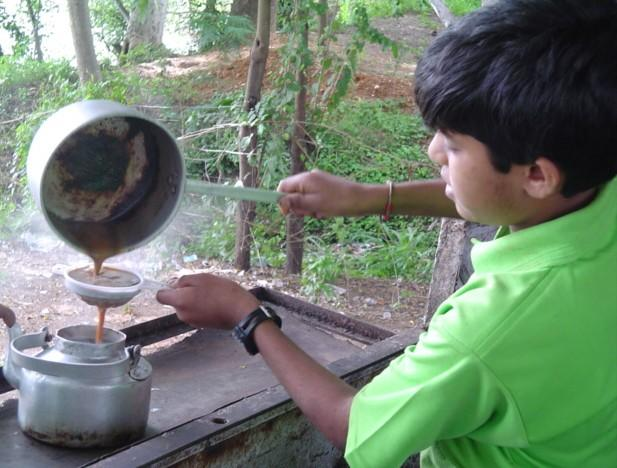
Мальчик готовит чай масала в Майсоре, Индия

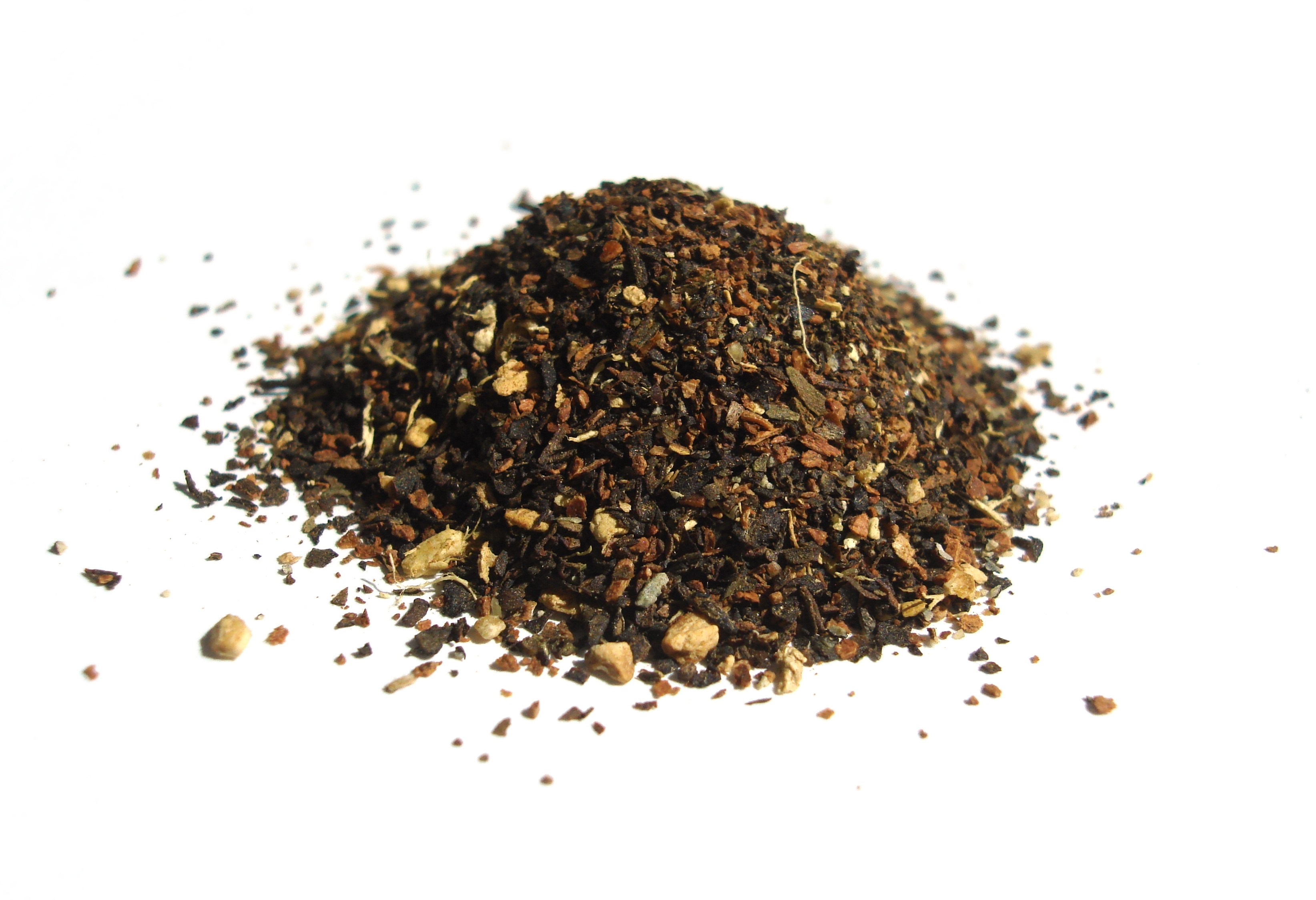
Содержимое пакетика чая масала: специи и чайные листья

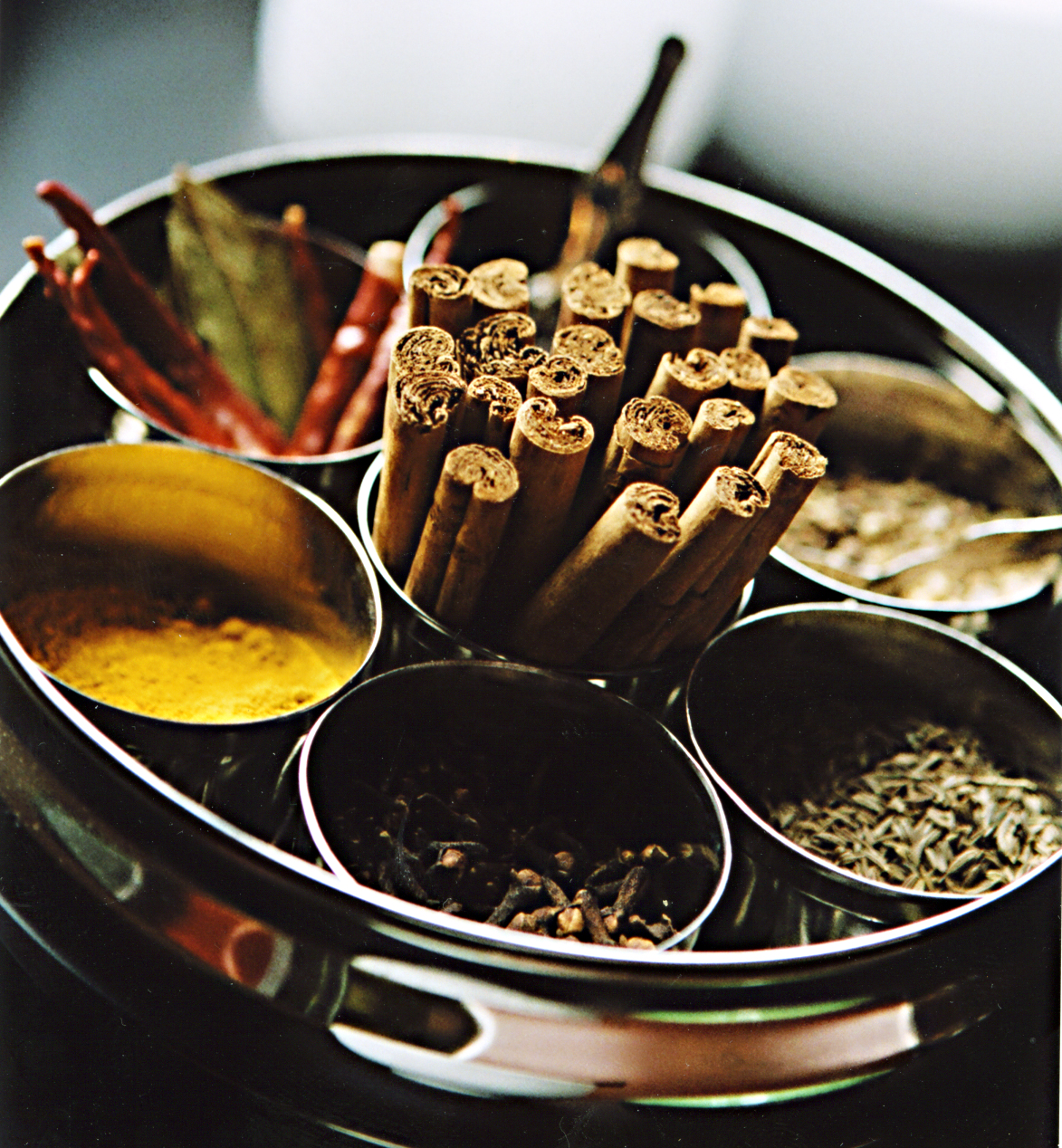
Специи используемые для приготовления чая масалы

Фиксированного способа приготовления чая масала не существует, и многие семьи имеют свои собственные рецепты. Существует огромное количество вариаций, однако единым остается наличие четырёх ингредиентов: чая, подсластителя, молока и специй.

### Чай
Для приготовления чая масала используются различные виды чая. Но обычно для основы берётся чёрный чай, чтобы специи и подсластитель не подавили его вкус.

### Подсластитель
Простой белый сахар, коричневый сахар, пальмовый сахар или мёд используются в качестве подсластителя. В сельских районах Индии также используется неочищенный пальмовый сахар. Большое количество сахара может потребоваться, чтобы выявить аромат специй. Сгущённое молоко может добавляться с двойным назначением: как сахар и молоко.

### Молоко
Обычно используется цельное молоко. Как правило, чай масала готовится путём смешивания молока и воды в пропорциях от 1:2 до 1:4 и доведения полученной смеси до кипения. Как отмечалось выше, некоторые предпочитают использовать сгущённое молоко.

### Специи
Чай масала — это бодрящий пряный напиток, который готовится с так называемыми «тёплыми» специями. В большинстве рецептов чая используется один или несколько из следующих видов специй: кардамон, корица, имбирь, семена фенхеля, чёрный перец и гвоздика.
Традиционно доминирует кардамон, дополненный гвоздикой, а также такими специями, как имбирь и чёрный перец, которые добавляют чаю пикантный вкус. В Индии часто используется свежий имбирь. Другие возможные ингредиенты чая масала — это мускатный орех, лепестки розы, корень солодки, шафран, миндаль.

## Способ приготовления
Самый простой традиционный метод приготовления масала чай — это отвар, кипящая смесь молока и воды с сыпучим листовым чаем, подсластителями и целыми специями. На индийских рынках по всему миру продаются различные марки чай-масала (хинди मसाला चाय [chāy masālā] — «чайная приправа»), хотя многие домохозяйства или продавцы чая, известные в Индии как чайные валлы, смешивают свои собственные. Твёрдые остатки чая и специй перед подачей отфильтровываются.
Метод может варьироваться в зависимости от вкуса или местного обычая; например, некоторые домохозяйства могут соединить все ингредиенты в начале, довести смесь до кипения, затем немедленно процедить и подать на стол; другие могут оставить смесь кипеть на более длительное время или начать с доведения чайных листьев до кипения и добавить специи только к концу (или наоборот).